# Nasir Gadżihanow
Nasir Gadžihanov, mk. Насир Гаџиханов (ur. 16 lutego 1967 w Machaczkale, zm. 29 lutego 2012 tamże) – radziecki, rosyjski i macedoński zapaśnik, olimpijczyk. Brał udział w igrzyskach w roku 2000 (Sydney). Trzeci w Pucharze Świata w 1988 roku.

## Letnie Igrzyska Olimpijskie 2000 w Sydney
| Konkurencja           | Runda eliminacyjna      | Runda eliminacyjna               | Runda eliminacyjna        | Ćwierćfinały                   | Półfinały                      | Finał                          | Klas. końcowa |
| Konkurencja           | Przeciwnik I            | Przeciwnik II                    | Przeciwnik III            | Ćwierćfinały                   | Półfinały                      | Finał                          | Miejsce       |
| --------------------- | ----------------------- | -------------------------------- | ------------------------- | ------------------------------ | ------------------------------ | ------------------------------ | ------------- |
| -76 kg w stylu wolnym | Radion Kertanti (SVK) W | Yosmany Romero Rodríguez (CUB) W | Alexander Leipold (DEU) L | → Odpadł z dalszej rywalizacji | → Odpadł z dalszej rywalizacji | → Odpadł z dalszej rywalizacji | 7.            |